# Johan Björkman
För andra betydelser, se Johan Björkman (olika betydelser).
Johan Björkman, född 24 juni 1944, död 12 februari 2007, var en svensk finansman.  
Johan Björkman var äldste son till juristen och försäkringsdirektören Staffan Björkman (född 1916) och Ingrid Sjögren (född 1919). Han utbildade sig till civilekonom på Handelshögskolan i Stockholm, med examen 1967. Han blev ekonomie licentiat i ekonomisk psykologi där 1971 med en avhandling om effekterna av informationsarbetet kring högertrafikomläggningen 1967.
Han arbetade på Öhman Fondkommission och blev några år senare delägare i bankirfirman Jacobson & Ponsbach. Han bytte därefter yrkesinriktning och arbetade 1977–81 på Veckans Affärer, varav 1980–81 som chefredaktör. Han arbetade därefter åter inom finansbranschen, på Carnegie Fondkommission. Johan Björkman samarbetade bland annat med den schweiziske finansmannen Martin Ebner (född 1945) och medverkade i grundandet 1985 av  BZ Bank AG i Freienbach i Schweiz.
Han var engagerad i Johnsonsfären och i Stenbecksfären. Från 1998 till sin död 2007 var Björkman ordförande i Nordstjernan AB och var ordförande för Jan Stenbecks investmentbolag Invik.[källa behövs] Han var också ordförande för Tredje AP-fonden Han var genom Nordstjernan AB den finansiär som 2005 möjliggjorde grundandet av tidskriften Fokus 
Han medverkade 1998 tillsammans med Dag Tigerschiöld till att bilda investmentbolaget Skanditek AB, senare namnämndrat till Skanditek Industriförvaltning AB, i vilket Johan Björkman blev styrelseordförande och Dag Tigerschiöld verkställande direktör. Företaget bildades formellt genom Skandigens apportemission av aktierna i Björkman Tigerschiöld Intressenter AB och Björkman Fritzell Tigerschiöld AB, vilka ägde 70 procent av G. Kallstrom & Co AB (KBB-bolagen) Skandigen var  ett utvecklingsföretag inom bioteknik, som grundats 2003 av Bertil Åberg och Tomas Fischer och börsnoterats 2004. KBB-bolagen verkade inom telekom, elektronik och IT.
Genom en donation 2016 av 50 miljoner kronor till Handelshögskolan i Stockholm från Johan Björkmans allmännyttiga stiftelse inrättades där "Johan Björkmans professur i nationalekonomi". Stiftelsen har också stött utvecklingen av Handelshögskolans filial i Riga
Johan Björkmans Hall vid Hjorthagens IP i Stockholm är uppkallad efter honom.